# Evert Taube (fartyg, 1958)
Evert Taube var ett passagerarfartyg på Göta kanal. Fartyget levererades 1958 som Vitsgarn från Djurgårdsvarvet AB i Stockholm till den svenska marinen. Fartygets varvsnummer är 192. Skrovet är av stål. 
| Fartygsdata | Vid leverans från varv | Idag        |
| ----------- | ---------------------- | ----------- |
| Längd öa    |                        | 29,57 meter |
| Bredd       |                        | 6,45 meter  |
| Djupgående  |                        | 2,30 meter  |
| Brt/Nrt     |                        | 160/78 ton  |

Fartygets ursprungliga huvudmaskiner var två Albin om 350 hk.
Passagerarkapacitet är 181 passagerare.

## Historik
- 1958	10 juli. Fartyget levererades till den svenska marinen i Stockholm. Marinens användning var som personaltransportfartyg A336.
- 1981	3 juli. Fartyget såldes genom FFV-Allmaterial. Köpare var AB August Lindholm Eftr. i Stockholm. Nya huvudmaskiner, Volvo Penta TAMD 120B om 680 hk, installerades. Dessa ger fartyget en fart av 11 knop.
- 1983	Fartyget byggdes om till restaurangfartyg i Sjötorp. Det döptes om till Evert Taube.
- 1985	Fartyget hyrdes ut till Martour AB i Göteborg som satte fartyget i trafik på Göta kanal och Vänern.
- 1988	21 april. Fartyget överfördes till Börjessons Restaurang & Utflyktsbåtar AB i Göteborg. Det sattes i trafik i Göteborgs skärgård.
- 2003	23 april. Fartyget såldes till Ari Vienanen i Åbo i Finland för 2,5 milj SEK. Det döptes om till Rudolfina.